# USS Icefish (SS-367)
«Айсфіш» (англ. USS Icefish (SS-367)) — підводний човен військово-морських сил США типу «Балао», споруджений під час Другої світової війни.
Човен спорудила компанія Manitowoc Shipbuilding Company на верфі у Манітовоку, штат Вісконсин. Після проходження випробувань на озері Мічиган, «Айсфіш» по внутрішніх водних шляхах спустився до устя Міссісіпі, а 22 серпня 1944 року прибув до Перл-Гарбора, де увійшов до складу Тихоокеанського флоту.

## Походи
Всього човен здійснив п'ять бойових походів

### 1-й похід
9 вересня 1944-го «Айсфіш» у складі «вовчої зграї», до якої також входили підводні човни Sawfish та Drum, відбув для бойових дій у північній частині Південно-Китайського моря (неофіційно цей район був відомий як «Конвой Коллідж»). Наприкінці жовтня він здобув тут дві перемоги, після чого завершив похід 13 листопада на базі Маджуро (Маршаллові острови).  

### 2-й похід
Тривав з 8 грудня 1944 по 20 січня 1945 року, при цьому «Айсфіш» діяв у складі «вовчої зграї» разом з човнами Spot та Balao. У підсумку через технічні проблеми «Айсфіш» повернувся до Перл-Гарбору.

### 3-й похід
20 лютого 1945-го «Айсфіш» у складі «вовчої зграї», до якої також входили підводні човни Sawfish та Kingfish, відбув для бойових дій у Східно-Китайському морі в районі на північний схід та схід від острова Формоза (Тайвань). Збільшити бойовий рахунок «Айсфіш» не вдалось, і після 60 діб похід завершився у Апра-Храбор на острові Гуам (Маріанські острови).

### 4-й похід
У травні «Айсфіш» знову вирушив до «Конвой Коллідж» та діяв поблизу острова Хайнань, Гонконгу та Формози. Збільшити бойовий рахунок не вдалось, проте 7 червня 1945-го поблизу Формози були врятовані 6 льотчиків армійської авіації. Потім човен відвідав Сіамську затоку та Яванське море і у підсумку 4 липня прибув до Фрімантлу (західне узбережжя Австралії).

### 5-й похід
29 липня «Айсфіш» вирушив у черговий похід, під час якого 7 серпня артилерійським вогнем потопив невеликий люгер. 22 серпня 1945-го човен прибув до Танапаг-Харбор на острові Сайпан (Маріанські острови).

## Післявоєнна доля
21 лютого 1953-го підводний човен передали до складу військово-морських сил Нідерландів, де він продовжив службу під назвою «HNLMS Walrus (S802)».
У підсумку корабель повернули США, де він був проданий на злам 15 серпня 1971 року.

## Бойовий рахунок
| Дата       | Назва       | Тип            | Тоннаж | Місце            |
| 21.10.1944 | Тенсін Мару | вантажне судно | 4236   | 19°31'N 118°10'E |
| 26.10.1944 | Тайє Мару   | вантажне судно | 4168   | 19°04'N 120°36'E |